# Ham-en-Artois
Ham-en-Artois är en kommun i departementet Pas-de-Calais i regionen Hauts-de-France i norra Frankrike. Kommunen ligger i kantonen Norrent-Fontes som tillhör arrondissementet Béthune. År 2022 hade Ham-en-Artois 947 invånare.

## Befolkningsutveckling
Antalet invånare i kommunen Ham-en-Artois
| Referens: INSEE |